# الخراسانية (الجيش العباسي)
الخُراسانيَّة في الجيش العبَّاسي أو الفرقة الخُراسانيَّة، هو تشكيل عسكري نظامي في جيش الخلافة العبَّاسيَّة تشكَّل من مناطق خُراسان. ظهرت أهميتهم منذ الثَّورة العبَّاسيَّة، ليشكل الفوج الخُراساني ركنًا أساسيًا في العصر العبَّاسي الأول.

## لمحة
كانت الفرقة الخُراسانيَّة من أوائل الفرق التي وقفت مع الفرقة العربيَّة مثل ربيعة ومضر منذ الثَّورة العبَّاسيَّة، وقد حافظ العبَّاسيُّون على وحدة الخُراسانيُّون من خلال تسجيل المُقاتلين حسب قراهم ومدنهم لا حسب قبائلهم وأنسابهم، وذلك حفاظًا على تمساكهم وعدم السماح للعصبيَّة القبليَّة أن تلعب دورًا في تفكيك وحدتهم سواء كانوا عربًا من المُولَّدين في خُراسان أو غير عرب من فرس وترك وغيرهم. وقد ذكر المُؤرخ عبد الله بن المقفع، أن ثاني خُلفاء بني العبَّاس، أبو جعفر المنصور كان يهتم برعاية الفرقة الخُراسانيَّة لكونهم: «جند لم يُدرك مثلهم في الاسم، ومنهم صفة بها يتم فضلهم إن شاء الله، أما هم فأهل بصر بالطاعة وفضل عند الناس، وكف عن الفساد، وذل للولاة، فهذا حال لا نعلمها توجد عن أحد غيرهم».
إلا أن الدَّولة كانت تضع في الحسبان احتمالات التمرُّد من والعصيان من جانبهم، فبجانب تسجيلهم بأسماء مدنهم وقراهم كان يطلق عليهم أيضًا اسم (المروذيَّة، أهل بلخ، أهل بخارى، أهل فرغانة..إلخ). وكان لثورة الرَّاونديَّة في سنة 141 هـ / 757 م، سببًا في إيقاظ الخليفة المنصُور واهتمامه بتقسيم جيشه إلى قسمين، فوضع أحدهما في بغداد النَّاشئة حديثًا، والآخر في الرَّصَّافة، وذلك بهدف ضرب الجيش ببعضه البعض في حالة حدوث تمرد ما، ومع ذلك، فإن الخُراسانيَّة حافظوا على ولائهم وإخلاصهم للخُلفاء، وأصبحوا من أهم العناصر المُقاتلة في الجيش، فكان منهم حرس الخليفة، وقيادة الجيش في بعض الأحيان وذلك بسبب ثقة الخلفاء العالية بهم. فقدت الفرقة الخُراسانيَّة أهميتهم بوفاة الخليفة هارُون الرَّشيد (حكم من 786 حتى 809 م)، وذلك بسبب اهتمام وريثه محمد الأمين بالاستعانة بفرقة الأبناء.

### فهرس المنشورات
1. ↑  الجبيلي (2015)، ص. 1320.
2. ↑  الجبيلي (2015)، ص. 1321.

### معلومات المنشورات كاملة
مقالات محكمة
- علياء الجبيلي (2015). "عناصر الجيش العباسي وآثارها السياسية على الخلافة العباسية من 749 حتى 836 م". مجلة كلية الآداب في جامعة بنها. بنها. ج. 2 ع. 40: 1305–1351. DOI:10.21608/JFAB.2015.49911. ISSN:1687-2525. OCLC:8299664511. QID:Q124454831.